# My Secret Garden
My Secret Garden es una canción del grupo inglés de música electrónica Depeche Mode compuesta por Martin Gore, publicada en el álbum A Broken Frame de 1982, la cual además cuenta con su propia versión instrumental.

## Descripción
El tema es una función entre minimalista y ambiental, cuando la música ambiental aún no estaba plenamente definida, comenzando con un torpe efecto de sintetizador, propio de canción de cuna, para pasar a una curiosa modulación que produce un sonido de cuentagotas, la cual es la verdadera base principal acompañada a los pocos segundos de un efecto más compuesto, y por último una triste y melancólica letra sobre un “jardín secreto” con una sola sección a dos voces.
La letra es una alegoría sobre inocencia perdida, o en su defecto las valiosas cuestiones íntimas perdidas en una relación de pareja, e incluso hace una burla al estupor de la pérdida. Pese al poco aprecio que los integrantes de DM siempre han manifestado hacia su álbum A Broken Frame, el tema en realidad sería uno de los mejor recibidos por el público en aquella época y al interior del grupo al parecer acabaría siendo de los más valorados, pues se le realizó una dramática versión instrumental dado lo bien logrado de su musicalización.
Sin embargo, como otros temas del álbum A Broken Frame de algún modo sentó las bases de lo que serían composiciones posteriores del grupo en temas líricos-musicales-ambientales, como A Question of Lust, Waiting for the Night, el lado B My Joy y When the Body Speaks.
En su simplicidad, My Secret Garden era uno de los temas que más se desprendían del discurso festivo y bailable del álbum debut de DM, tanto musical como líricamente, la letra se volvía mucho más intimista, lo cual marcaría prácticamente toda la obra posterior de Martin Gore, y la ambientación rayana en el minimalismo electrónico se tornaba solo en un acompañamiento igual de acongojado, con la percusión de la caja de ritmos aún más dura contribuyendo a su triste planteamiento. Empero, es una perfecta conjunción de música y letra, en donde la una no opaca ni pretende opacar a la otra.
Así, sin excesiva artificialidad en su sonido es una pieza meramente sintética, apoyada en gran parte en su letra, pero al mismo tiempo mostraba como aún con un básico manejo de un teclado electrónico los miembros del grupo podían llegar a una musicalización plena de melancolía y sentir, enmarcando la tristeza de volverse adulto al perder las ilusiones y la inocencia, ese jardín secreto que bien puede ser la identidad del muchacho, así como la negación, el fútil deseo de no perder todo ello.
Los temas posteriores en los que más puede sentirse su influencia son A Question of Lust, Here is the House y World Full of Nothing, del álbum Black Celebration de 1986, y los tres en una forma igual de melancólica y afligida, aunque My Secret Garden es en realidad la más sintética en su forma.

## Excerpt from: My Secret Garden
La interpretación instrumental tendría dos ediciones, la versión corta Excerpt from: My Secret Garden y la versión larga Further Excerpts from: My Secret Garden; la primera apareció como lado B del disco sencillo Leave in Silence de ese álbum, y la segunda fue inicialmente exclusiva de la edición en 12 pulgadas de ese sencillo y de la versión americana original de A Broken Frame.
La versión instrumental, del mismo modo que como pasara con el anterior tema Any Second Now de Vince Clarke, para el álbum Speak & Spell que también contara con versión vocal e instrumental, resulta más dramática que la versión cantada, más dinámica, alejándose del sonido triste de aquella, mostrando la habilidad de subir la notación y la modulación empleada, así como la flexibilidad de My Secret Garden como tema principal del álbum A Broken Frame, haciéndolo una auténtica contraparte cambiante e impredecible.

## En directo
La canción solo se interpretó durante los conciertos del Broken Frame Tour de 1982-83, donde demostraba su buena recepción entre el público, y además resultaba en una versión particularmente extensa pues daba inicio con el instrumental Oberkorn (It's a Small Town) y un prolongado extracto de su propia versión instrumental.
- Datos: Q6035032